# Група вікових ялин (10 шт.)
Група вікових ялин (10 шт.) — ботанічна пам'ятка природи місцевого значення. Об'єкт розташований на території Черкаського району Черкаської області, квартал 39 Мошенського лісництва.
Площа — 0,1 га, статус отриманий у 1972 році. За даними рішення Черкаського Облвиконкому № 367 від 17.06.72 року, на той час тут знаходилося 10 величезних ялин віком до 140 років, висотою до 40 метрів, діаметром до 90см. Станом на 2020рік з 10 вікових ялин залишилась одна єдина. Її обхват 319см, діаметр 101см. 6 стовбурів вікових ялин ще лежать поруч. Окрім 10 вікових ялин, до фонду приєдналися 13 ялин, які росли поруч обхватом від 185см-237см.

## Галерея

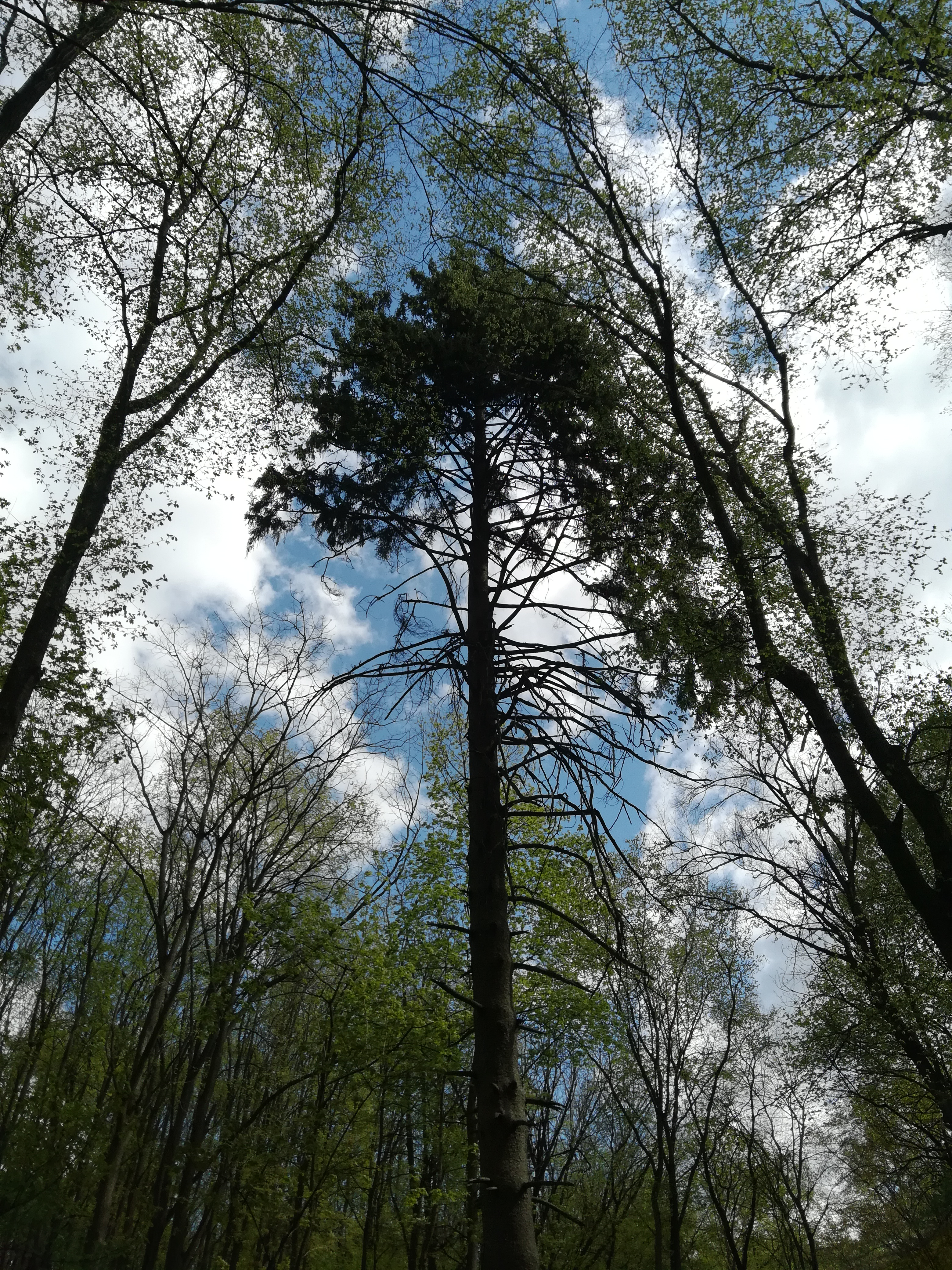
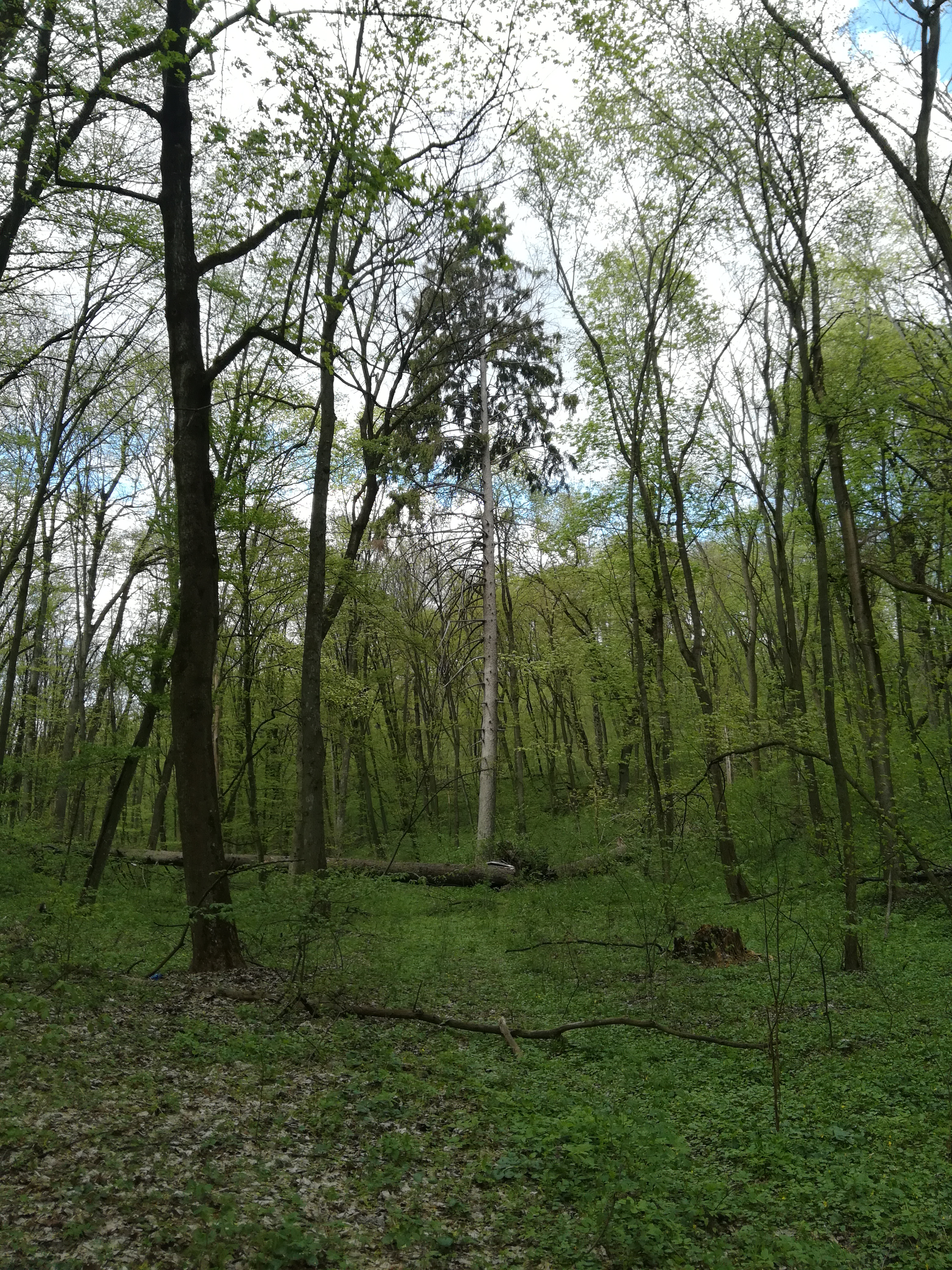
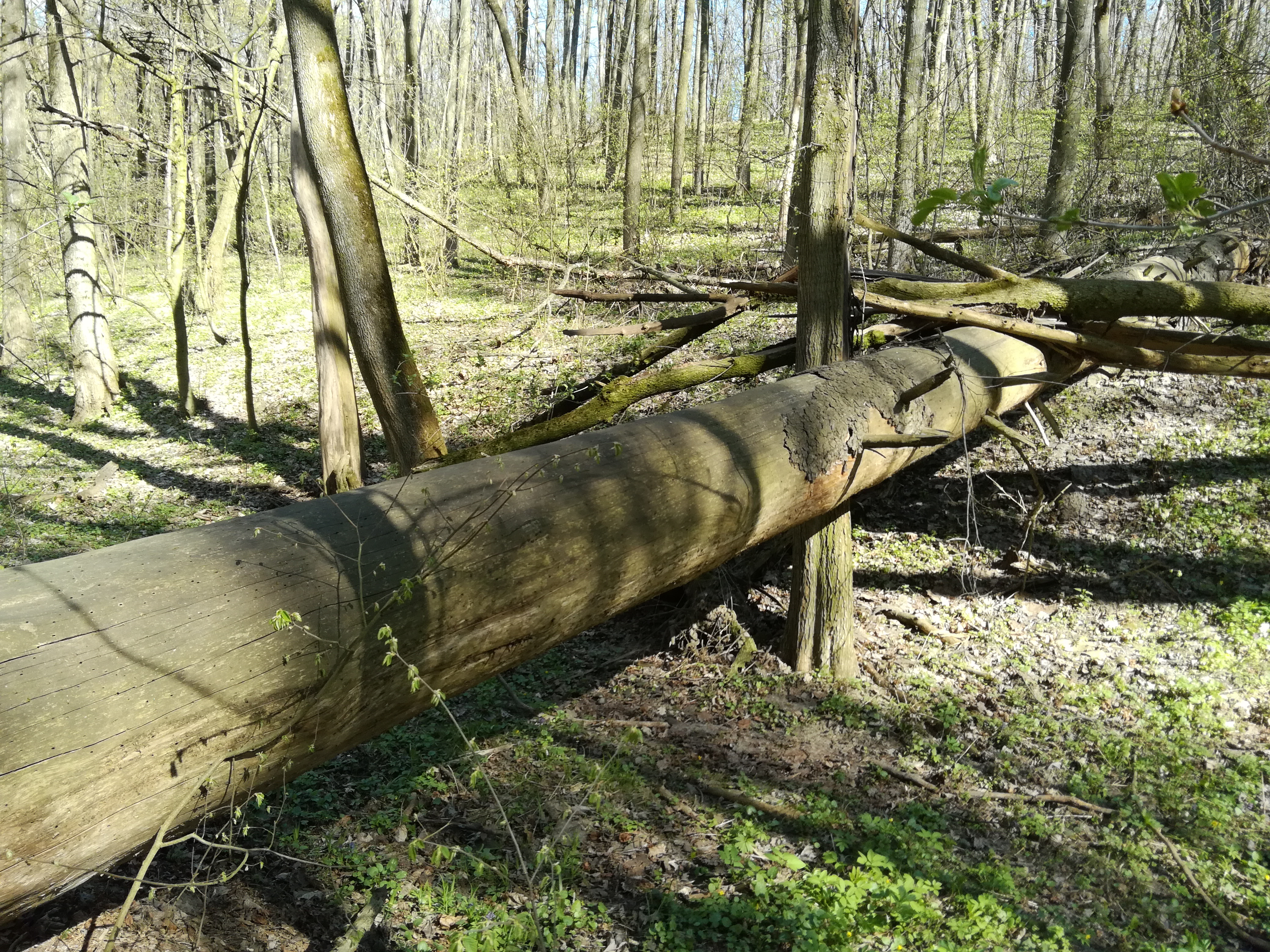
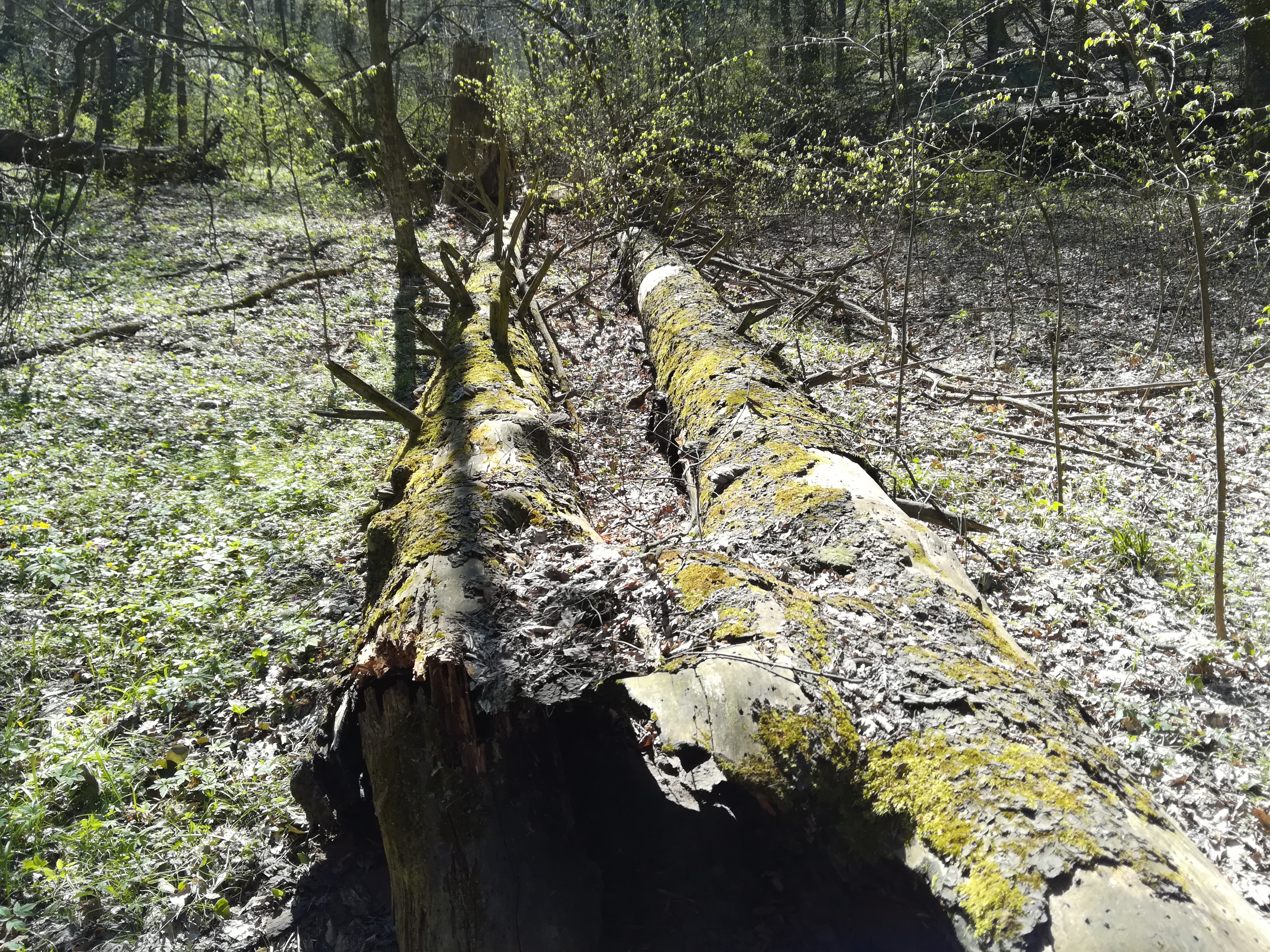